# Geoffrey de Villehardouin
Geoffroy de Villehardouin (Castillo de Villehardouin, Aube, 1164-Mesinópolis, Tracia, 1213) fue un noble y cronista francés.

## Biografía
Nació en el Castillo de Villehardouin, situado a unos treinta kilómetros al este de Troyes. Fue Mariscal de Champaña en 1191 y administró el condado en nombre de su señor, el conde Teobaldo III de Champaña. Cuando éste partió a la Cuarta Cruzada en 1199, le siguió y vendió sus bienes a las abadías para proporcionarse recursos. Presidió la comisión enviada a Venecia por los jefes de la Cruzada para negociar el transporte del ejército cruzado a Oriente con el dux Enrico Dandolo, ciego, casi centenario e insidioso.
A su regreso, habiendo fallecido el conde Teobaldo, fue él quien allanó las dificultades surgidas en la lucha por el poder, apoyando la candidatura del marqués de Monferrato. También actuó correctamente en Constantinopla, cuando los cruzados decidieron desistir de su empeño y fundar allí un imperio gobernado por Balduino I de Flandes. La habilidad de Geoffroy le proporcionó entonces el título de mariscal de Romania, esto es, de Grecia. Después de la derrota de la batalla de Adrianópolis en 1205, mostró su talento de estratega salvando al ejército cruzado. En 1207, Bonifacio de Montferrato, rey de Tesalónica, dio el feudo de Mosinópolis a Geofroy de Villehardouin y este aprovechó para retirarse de los asuntos públicos a este lugar, donde se dedicó a escribir su Crónica, destinada a sus parientes y amigos de Champaña. Su hijo Guillaume de Villeharoduin nació en 1212, en el castillo de Calamata, y reunió una biblioteca de la que se conserva el inventario. 
Redactó su Crónica entre 1205 y 1213, manejando documentación de archivo y el testimonio personal de lo que había visto con sus propios ojos. Como no era letrado, no escribió en latín, como hicieron durante largo tiempo los historiadores oficiales, sino en francés. Se muestra fiel a la verdad, pero solo en lo que cuenta, porque omite mucho y muy importante, sobre todo el motivo por el cual la IV Cruzada no llegó a Palestina. A veces recuerda el tono oral de los cantares de gesta al usar sus típicas interpelaciones: "¡Oíd, bellos señores!" Sus descripciones son muy minuciosas y seleccionan siempre los detalles más pintorescos. Le dio por título Histoire de la conquête de Constantinople ou Chronique des empereurs Baudouin et Henri de Constantinople ("Historia de la conquista de Constantinopla o Crónica de los emperadores Balduino y Enrique de Constantinopla"). Describe los acontecimientos sobrevenidos entre 1198 y 1207.

## Obras

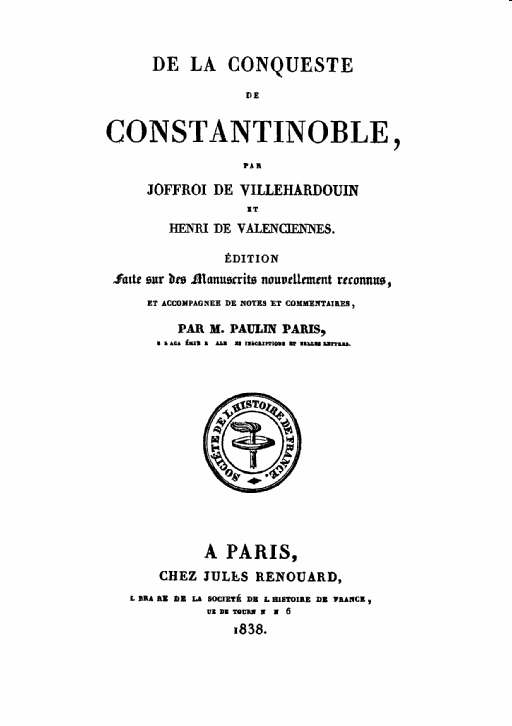
"De la conquista de Constantinopla"

- Geoffroy de Villehardouin, La Conquête de Constantinople, édition de Paulin, Paris, 1838  Leer en línea ;
- Geoffroy De Villehardouin, La conquête de Constantinople, édition Flammarion, collection Garnier Flammarion, n° 214, 1969;
- Geoffroy de Villehardouin, un chevalier à la croisade, L'histoire de la conquête de Constantinople (suivi de) De ceux qui se croisèrent et comment le marquis de Montferrat devint leur seigneur par Robert de Cléry, Texte établi et présenté par Jean LONGNON, librairie Jules Tallandier, 1981.
- Geoffroy de Villehardouin, La Conquête de Constantinople, Flammarion, 2004.

## Fuente
- C. Bratu, « Je, auteur de ce livre »: L’affirmation de soi chez les historiens, de l’Antiquité à la fin du Moyen Âge. Later Medieval Europe Series (vol. 20). Leiden: Brill, 2019 (ISBN 978-90-04-39807-8).
- L. Thoorens, Panorama de las literaturas Daimon. Francia. Barcelona: Daimon, 1970.
- J. Calvet, Manuel Illistré d'hispore de la Littérature Frnçaise. París: J. de Gigord, 1924 (4.ª ed.)